# 葉蓮娜·奧斯塔朋科
叶连娜·奥斯塔彭科（羅馬化：Olena Ostapenko；1997年6月8日—），拉脫維亞烏克蘭裔職業網球選手，兩座大满贯得主（单打双打各一座），拥有8个WTA巡回赛单打冠军头衔，10个双打冠军头衔，职业生涯最高单打世界排名为第5位。
奥斯塔彭科的母亲葉蓮娜·雅科夫列娃是她的教練，她的父亲葉夫亨·奥斯塔朋科是她的體能訓練師。父亲曾是一名足球运动员，效力于乌克兰的扎波罗热冶金足球俱乐部。她同父異母的哥哥馬克西姆畢業於美國加州的藝術學校，現在也住在那裏。五歲時由媽媽啟蒙開始打網球，最喜歡發球及雙手反拍，最喜歡的場地是草地及硬地（叶连娜·奥斯塔彭科是2014年溫網青少女組冠軍（草地）及2016卡達女網賽亞軍（硬地），最喜歡的賽事是溫布頓，會說俄語、英語及拉脫維亞語，偶像則是小威廉斯。

## 2017年
奥斯塔朋科第2次參加法網，在冠軍戰擊敗哈勒普，成功奪得生涯首座大滿貫女單冠軍，也是她的生涯第一座職業賽冠軍，同時成為第一位拉脫維亞大滿貫單打冠軍、第一位來自波羅的海三小國的大滿貫冠軍、公開賽時代第一位贏得法網女單冠軍的非種子選手。

## 大滿貫

### 女單冠軍（1）
| 年份 | 比賽 | 場地 | 決賽對手 | 對手國籍 | 勝方比分      |
| ---- | ---- | ---- | -------- | -------- | ------------- |
| 2017 | 法網 |      | 哈勒普   | 羅馬尼亞 | 4–6、6–4、6–3 |

### 女雙冠軍（1）/ 女雙亞軍（3）
| 成績 | 年份 | 比賽 | 場地     | 搭檔              | 決賽對手                            | 比分           |
| ---- | ---- | ---- | -------- | ----------------- | ----------------------------------- | -------------- |
| 亞軍 | 2024 | 澳網 | 室外硬地 | 柳德米拉·奇琴诺克 | 謝淑薇 愛麗絲·梅滕斯                | 1-6、5-7       |
| 冠軍 | 2024 | 美網 | 室外硬地 | 柳德米拉·奇琴诺克 | 張帥 克里斯蒂娜·美拉德諾維奇        | 6-4、6-3       |
| 亞軍 | 2025 | 澳網 | 室外硬地 | 謝淑薇            | 泰勒·湯森 凯特琳娜·丝妮柯娃         | 2-6、7-64、3-6 |
| 亞軍 | 2025 | 溫網 | 室外草地 | 謝淑薇            | 愛麗絲·梅滕斯 · 韦罗妮卡·库德梅托娃 | 6-3、2-6、4-6  |

## 風格
奥斯塔朋科的球風屬於侵略型的強攻，搭配她的驚人力量，帶給對手極大的壓力。
不過這種打法在製造出大量致勝球的同時，也會發生不少非受迫性失誤。

## 外部連結
- Jeļena Ostapenko的国际女子网球协会官方資料（英文）
- Jeļena Ostapenko的Instagram帳戶